# Carnevale all’Arsenale vízibusz (Velence)
A velencei Carnevale all’Arsenale (rövidítve: CA) jelzésű vízibusz az Arsenale negyed karneváli kiszolgálására indult.  A járatok csak a Velencei karnevál idején közlekednek estétől hajnalig. A viszonylatot az ACTV üzemelteti.

## Története
A járatot 2014-es karnevál idején indították először, ekkor két részből állt, a déli rész Tronchetto szigetéről indul és a Torre di Porta Nuova végállomásig vitte az utasokat, míg az északi vonalrész a Fondamente Nove-től járt a Bacini végállomásig.
A 2015-ös karnevál idején már csak a déli részt indították, odafelé ráadásul csak a San Zaccariától indulva.
| Időszak | Járat- szám | Megállók |
| ------- | ----------- | --- |
| 2014    | CA          | 1. útvonal: Tronchetto – San Zaccaria (Jolanda) – Torre dell’Arsenale 2. útvonal: Fondamente Nove – Ospedale – Celestia – Bacini |
| 2015    | CA          | San Zaccaria (Jolanda) – Torre di Porta Nuova – San Zaccaria (Jolanda) – Zattere – Tronchetto                                    |

## Megállóhelyei
| sz. | idő (perc) | megállóhely neve        | sz. | idő (perc) | átszállási kapcsolatok                                                          | látnivalók                                                                    |
| --- | ---------- | ----------------------- | --- | ---------- | ------------------------------------------------------------------------------- | ----------------------------------------------------------------------------- |
| -   | -          | Tronchetto              | 3   | 35         | 2, N, Arlecchino, Brighella                                                     |                                                                               |
| -   | -          | Zattere                 | 2   | 25         | 2, 5.1, 5.2, 6, 8, 10, N, Alilaguna B, Pantallone                               | Zattere, Gesuati, Santa Maria della Visitazione                               |
| 0   | 0          | San Zaccharia (Jolanda) | 1   | 15         | 1, 2, 4.1, 4.2, 5.1, 5.2, 10, 15, 15, 20, N, Alilaguna B, Brighella, Pantallone | Szent Márk tér, Dózsepalota, Harry's Bar, Palazzo Giustinian, Palazzo Tiepolo |
| 1   | 15         | Torre di Porta Nuova    | 0   | 0          |                                                                                 | Arsenale                                                                      |

Megjegyzés: A dőlttel szedett járatszámok időszakos (karneváli) járatokat jelölnek.